# 21. славонска ударна бригада
21. славонска ударна бригада НОВЈ формирана је 17. маја 1943. у селу Слатински Дреновац од бораца Четвртог батаљона Дванаесте славонске бригаде, по једне чете из Шеснаесте, Седамнаесте и Осамнаесте славонске бригаде и по 80 бораца из Првог славонског НОП одреда и Другог славонског НОП одреда. У свом саставу имала је три батаљона са око 500 бораца. Ушла је у састав 10. славонске дивизије. Наредбом Главног штаба НОВ и ПО Хрватске од 3. децембра 1943. добила је назив ударна.

## Ратни пут бригаде
Од 28. маја до 2. јуна у саставу 10. славонске дивизије учествовала је у ликвидацији непријатељских упоришта у Пожешкој котлини, 4. јуна заузела Доњу Мотичину, 13. јуна обезбеђивала напад 17. бригаде на Сирач и одбила интервенцију домобрана из Пакраца, 22. јуна у рејону Њежића одбила напад немачке колоне из Славонске Пожеге. Од 9. 20. јула водила је оштре борбе против јаких немачких, усташких и домобранских снага, које су продрле на слободну територију Псуња, Папука и Пожешке котлине. Бригада је вештим маневрима избегла окружење и уништење. Са 17. бригадом истакла се у нападу на немачке полицијске снаге у Дрењу, Дрењском Слатнику, Мандићевцу и Придворју код Ђакова 26. августа, и у заробљавању 163 домобрана у Херцеговцу 12. септембра. Дана 14. септембра у селу Ивањској код Бјеловара уништила је жандармеријску посаду а њихову касарну порушила. Затим је дејствовала у Подравини и Хрватском загорју; 7. новембра 1943. са Калничким НОП одредом после 20-часовне борбе заузела је Копривницу, заробила 456 домобрана и запленила већу количину оружја и другог ратног материјала. Почетком децембра 1943. у саставу 28. дивизије  пребацила се у Туропоље и Покупље, где је дејствовала на пруги Загреб-Сисак; 19. децембра учествовала је у заузимању аеродрома Куриловец код Велике Горице. Крајем децембра пребацила се преко Саве у Мославину и затим у Славонију. Током јануара и фебруара 1944. дејствовла је око Славонске Пожеге. Код села Клиса и Криваје, близу Дарувара, напала је 19. марта немачку колону и уништила 1 тенк, 4 камиона и 2 мотоцикла, а затим учествовала у борбама за ослобођење Подарвске Слатине 4-5. априла; заузела је Феричанце 22. априла, а од 26. априла до 4. маја у саставу 28. дивизије водила тешке борбе против Немаца, домобрана и усташа на Папуку и Равној гори. У мају је поновно дејствовала у Мославини и водила борбе код Херцеговца, Нарте и Великог Тројства; 14. јуна је заузела Велики Грђевац, а крајем јуна и почетком јула водила борбе у Подравини. Ноћу 23/24. јула 1944. пребацила се код села Давора преко Саве на планину Мотајицу, где је сменила Једанаесту дивизију НОВЈ, која је упућена у Србију. Самостално је водила борбе против четника до 14. септембра кад се с осталим јединицама 28. дивизије пребацила преко Мајевице прво у рејон Зворника, а 6/7. октобра преко Дрине у Србију. Учествовала је у октобру у борбама за ослобођење Београда. Крајем новембра поновно се пребацила на леву обалу Дрине и до средине априла 1945. дејствовала у рејону Бијељине, Јање и Тузле. Затим, до краја рата учествовала је у борбама за ослобођење Добоја, у чишћењу четника на Мотајици и завршним операцијама ЈА кроз Босанску Градишку, Босанску Костајницу, Петрињу и Загребу.
Одликована је Орденом братства и јединства.